# 16120 Burnim
16120 Burnim è un asteroide della fascia principale. Scoperto nel 1999, presenta un'orbita caratterizzata da un semiasse maggiore pari a 3,0604113 UA e da un'eccentricità di 0,1365998, inclinata di 2,10755° rispetto all'eclittica.